# Proctocera senegalensis
Proctocera senegalensis là một loài bọ cánh cứng trong họ Cerambycidae.